# Revanche (álbum de Fresno)
| Críticas profissionais | Críticas profissionais |
| Avaliações da crítica  | Avaliações da crítica  |
| Fonte                  | Avaliação              |
| ---------------------- | ---------------------- |
| AllMusic               | 2.5 de 5 estrelas.     |

Revanche é o quinto álbum da banda Fresno, lançado em 13 de julho de 2010. 
O disco tem 13 faixas inéditas e com grande variação no estilo e timbre, contendo músicas mais pesadas e outras mais pop.

## Faixas
| N.º | Título                                           | Compositor(es)                  | Duração |  |
| 1.  | "Revanche"                                       | Lucas Silveira, Rodrigo Tavares | 3:11    |  |
| 2.  | "Deixa o Tempo"                                  | Silveira, Tavares               | 3:49    |  |
| 3.  | "Esteja Aqui"                                    | Silveira                        | 3:17    |  |
| 4.  | "Die Lüge"                                       | Silveira, Tavares               | 3:59    |  |
| 5.  | "Nesse Lugar"                                    | Silveira                        | 3:16    |  |
| 6.  | "Eu Sei"                                         | Silveira                        | 3:14    |  |
| 7.  | "Relato de Um Homem de Bom Coração"              | Silveira, Tavares               | 4:05    |  |
| 8.  | "Quando Crescer"                                 | Silveira                        | 4:18    |  |
| 9.  | "Se Você Voltar"                                 | Silveira, Tavares               | 3:25    |  |
| 10. | "A Minha História Não Acaba Aqui"                | Silveira                        | 4:00    |  |
| 11. | "Não Leve a Mal"                                 | Silveira, Tavares               | 3:23    |  |
| 12. | "Porto Alegre"                                   | Silveira, Tavares               | 3:48    |  |
| 13. | "Canção da Noite (Todo Mundo Precisa de Alguém)" | Silveira                        | 5:34    |  |

## Paradas semanais
Álbum
| Parada (2010)                            | Melhores posições |
| ---------------------------------------- | ----------------- |
| Brasil Hot 100 Brasil - Top 30 CDs Sales | 1                 |

Singles
| Ano  | Single          | Posição     | Posição      | Posição        | Posição   | Posição       |
| Ano  | Single          | BRA Hot 100 | BRA Year End | BRA Hit Parade | BRA Bill. | BRA Bill. Pop |
| ---- | --------------- | ----------- | ------------ | -------------- | --------- | ------------- |
| 2010 | "Deixa o Tempo" | 10          | 63           | 2              | 7         | 12            |
| 2010 | "Eu Sei"        | 7           | —            | 2              | 20        | 37            |
| 2011 | "Revanche"      | —           | —            | 15             | —         | —             |
| 2011 | "Porto Alegre"  | 38          | —            | 9              | —         | —             |